# Supponidi
La stirpe dei Supponidi, di etnia franca-salica forse di origine alemanna, fu una delle Sippe altomedievali più importanti del regno d'Italia del X secolo, ricevendo importanti e numerosi incarichi funzionariali e che si imparentò con Bernardo d'Italia per mezzo di Cunegonda, anche se l'accettazione di questa relazione non è unanime tra gli studiosi (vedi sotto), con Ludovico II il Giovane tramite Engelberga, entrambi della stirpe carolingia, ed infine, attraverso Bertila, con l'unrochingio Berengario del Friuli.
Il capostipite della dinastia fu Suppone I, un franco di nazionalità salica e missus di Carlo Magno, menzionato per la prima volta nell'817 come forte alleato dell'imperatore Ludovico il Pio, quando avvertì quest'ultimo delle intenzioni di Bernardo. Egli ed i suoi discendenti detennero il ducato di Spoleto, solitamente in opposizione con il clan dei Guideschi, un'altra famiglia franca particolarmente potente nell'Italia centrale e aspirante al trono in contrapposizione a Berengario, e gli Hucpoldingi, anch'essa di etnia franca.
Il clan dei Supponidi presenta le classiche caratteristiche della famiglia altomedievale, con legami a prevalenza cognatizia/orizzontale, a scapito della trasmissione per via patrilineare/verticale, caratteristica che rende difficoltosa la ricostruzione genealogica: come visibile nell'albero genealogico sottostante, è rilevata la presenza, grazie ad esempio ai Leitname di Suppone ("Supo") e Adalgiso/Adelchi, di diversi individui legati ai Supponidi da relazioni di parentela non facilmente determinabili a causa delle sopradette caratteristiche.

## Storia
Una caratteristica politica dei Supponidi è il loro assiduo legame con il vertice regio (Königsnähe), legame concretizzandosi con ben tre donne date in sposa al re italico sul trono: dapprima Cunegonda, andata in sposa a Bernardo d'Italia (secondo la Treccani invece fu una guglielmide, nipote di Guglielmo d'Aquitania), poi Engelberga, andata in sposa a Ludovico II il Giovane, ed infine Bertila, andata in sposa a Berengario del Friuli. La loro strategia politica/dinastica di stretta collaborazione al potere regio espose però la stirpe ai numerosi rivolgimenti politici del regno italico del X secolo, tendenza che minò la sopravvivenza della Sippe nel lungo periodo, specie a fronte della perdita di importanza del potere regio nel nuovo scenario politico italiano, contesto in cui sembra i Supponidi, probabilmente anche a causa dei traumi politici ricevuti a causa del loro precedente legame con Berengario del Friuli, non riuscirono ad adattarsi.
La stirpe è caratterizzata da sei generazioni: la prima presenta un fortissimo radicamento nel bresciano, concretizzato con l’acquisizione di ampie terre in loco e del titolo comitale della città. Sembra inoltre che Suppone I abbia sposato una donna longobarda di sangue regio, forse una figlia dell'ultimo re dei Longobardi Adelchi o una figlia del duca di Benevento Arechi II, cognato di Arechi e genero di re Desiderio, legame probabilmente confermato nel successivo inserimento della Sippe nell'abbazia di San Salvatore-Santa Giulia, monastero fondato da re Desiderio ed inserito all’interno della loro circoscrizione. La potenza di Suppone è ulteriormente confermata dalla carica di conte palatino, la massima carica funzionariale del regno, e dalla sua successiva acquisizione del ducato di Spoleto nell’822 a seguito del suo ruolo nel soffocamento della rivolta di Bernardo nei confronti dello zio Ludovico Il Pio.
La seconda e la terza generazione si legarono particolarmente con il carolingio Ludovico II Il Giovane: vera protagonista di questa generazione fu Engelberga, consorte del sovrano, la quale permise di instaurare un legame di parentela con il sovrano stesso, facendo salire (risalire se si accetta la filiazione di Cunegonda, consorte di Bernardo, come appartenente ai Supponidi) la propria stirpe al vertice della Reichsadel italica; esemplare è anche l’unione con gli Unrochingi, potente clan che successivamente salì al soglio regio ed imperiale). Alla morte di Ludovico, i Supponidi sostennero Carlomanno contro Carlo il Calvo, così come Berengario del Friuli.
La quarta generazione invece è probabilmente la generazione più emblematica: anch’essa si legò per via parentale con il vertice del potere regio, rappresentato dall’unrochingio Berengario del Friuli, potere che però non si affermò mai totalmente nel regno italico. Anche in questa generazione, il suo rappresentante più importante fu una donna, Bertila, sposa di Berengario, la cui successiva morte (o caduta, interpretazione basata su alcuni versi dei Gesta Berengarii Imperatoris, forse redatto dal fratello della regina, Ardingo)  determinò a sua volta la caduta dell'intera Sippe, anche se il già citato Ardingo, vescovo di Brescia, riuscì a conservare la carica di arcicancelliere presso l’ex cognato fino alla morte.
La quinta e sesta generazione, caratterizzate da uno non preciso legame parentale con i precedenti Supponidi, rappresentano il lento spegnimento della stirpe: dopo l’esperienza berengariana, i Supponidi videro un vano ritorno di fiamma grazie al loro insediamento, da parte di Ugo di Arles, nel modanese, più precisamente di Ardingo, nominato vescovo di Modena, e di Suppone IV, nominato conte di Modena (in precedenza fu invece conte di Bergamo), tattica adottata per contrastare la potente Sippe degli Hucpoldingi, sostenitori dei Rodolfo II di Borgogna, i quali anch’essi si stavano insediando nell’area. Ciò però sembra non impedì una possibile unione matrimoniale tra questi due clan, più precisamente tra Suppone IV e una figlia di Ubaldo I. Nonostante questi sforzi insediativi, non sembra che i Supponidi riuscirono mai a riprendersi dal periodo berengariano, decadenza descritta da Vito Fumagalli come dovuta a «fattori molteplici, psicologici e biologici, forse, non meno che politici» essendo questi «legati a certo ideale [di derivazione carolingia] di accentramento dello stato e di lotta al particolarismo locale, una politica che ebbe il suo tragico epilogo nel fallimento di Berengario I». La sesta e ultima generazione rintracciata è rappresentata solo da Suppone V il Nero, forse figlio di Unroch e padre del marchese di Tuscia Ugo (da non confondere con l'omonimo), insediatosi nell’arentino sempre con il favore di re Ugo e forse ascendente (secondo alcuni studi il nonno) del marchese di Tuscia Ranieri.
Dopo Suppone V il Nero, i Supponidi "si estinsero", in quanto ormai la consapevolezza familiare e la sua coesione era scemata, così come probabilmente il numero dei loro membri. Forse dei rami minori sopravvissero nel bresciano.

## Albero genealogico

### Incipit
Come già scritto, la struttura familiare cognatizia/orizzontale impedisce una chiara e precisa ricostruzione genealogica.
L'albero è stato costruito sulla base della voce Treccani; è stato però considerato, nella presunta filiazione Unroch-Suppone (V ?)-Ugo, Edoardo Marini e lo studio da lui citato di Sandro Tiberini, mentre per la filiazione Suppone (V ?)-Ugo-Ranieri/Elemperto è tratta da Alessandro Pallavicino e Jean Delumeau, il quale ha battezzato questa linea di discendenza come Supponidi d'Arezzo; è stata inoltre aggiunta Cunegonda, presunto membro dei Supponidi e consorte di Bernardo d'Italia sulla base di diversi studi (secondo Tiziana Lazzari, essa era figlia di un fratello non identificato di Suppone I, sotto invece denominato, sulla base della Treccani, Mauringo), anche se la Treccani e Christian Settipani, la considerano una Guglielmide: se Cunegonda fu la vera consorte di Bernardo, essa sarebbe da considerare la matriarca dei Bernardingi, il ramo dei Carolingi sviluppatosi a partire da Pipino I di Vermandois. Tiziana Lazzari offre invece in un suo studio una ricostruzione genealogica diversa, in cui Cunegonda, probabile consorte di Bernardo, appare come sorella di Adalgiso, vescovo di Novara e di Podone, vescovo di Piacenza (non segnalato nell'albero sotto rappresentato), i quali furono figli di un fratello di Suppone I, dal nome non specificato (sottostante esso invece ha il nome di Mauringo); sempre la studiosa suggerisce una relazione di parentela tra il rettore dell'abbazia di San Salvatore-Santa Giulia e vassallo regio Rodolfo e i Supponidi sulla base del suo nome, fatto non riportato nell'albero sottostante. Vito Fumagalli inoltre segnala la presenza di un fratello di Suppone IV, Guglielmo, sotto non rappresentato; lo studioso però sembra essere stato superato dagli studi precedentemente presentati quando sostiene, inquadrando la situazione in un contesto di consapevolezza della fine della stirpe, che Suppone IV non ebbe né moglie né discendenza e decise di alienare buona parte delle sue proprietà, mosso da questa consapevolezza.

### Albero genealogico
|                                                                                      |                                                                                      |                                                                                      |                                                                                      |                                                                                      |                                                                                      |  |  |                                                   |                                                   |                                                   |                                                   |                                                                        |                                                                        |                                                                        |                                                                        |                                                                        |                                                                        |                 |                 |                 |                 |    |    |                                                             |                                                             |                                                             |                                                             |                                                             |                                                             |                                                           |                                                           | NN                                                          |                                                             |                                                             |                                                             |                                                             |                                                             |                                     |                                     |                                                                              |                                                                              |                                                                              |                                                                              |                                                                              |                                                                              |                                                |                                                | | | | | | |                                                                    |                                                                    |                                                                    |                                                                    |                           |                           |                                                                               |                                                                               |                                                                               |                                                                               |                                                                               |                                                                               |                          |                          |                                     |                                     |                                     |                                     |                                     |                                     |           |           |                                                                              |                                                                              |                                                                              |                                                                              |                                                                              |                                                                              |                                  |                                  |                                                         |                                                         |                                                         |                                                         |                                                         |                                                         |  |  |                                                            |                                                            |                                                            |                                                            |                                                            |                                                            |  |  |
|                                                                                      |                                                                                      |                                                                                      |                                                                                      |                                                                                      |                                                                                      |  |  |                                                   |                                                   |                                                   |                                                   |                                                                        |                                                                        |                                                                        |                                                                        |                                                                        |                                                                        |                 |                 |                 |                 |    |    |                                                             |                                                             |                                                             |                                                             |                                                             |                                                             |                                                           |                                                           |                                                             |                                                             |                                                             |                                                             |                                                             |                                                             |                                     |                                     |                                                                              |                                                                              |                                                                              |                                                                              |                                                                              |                                                                              |                                                |                                                | | | | | | |                                                                    |                                                                    |                                                                    |                                                                    |                           |                           |                                                                               |                                                                               |                                                                               |                                                                               |                                                                               |                                                                               |                          |                          |                                     |                                     |                                     |                                     |                                     |                                     |           |           |                                                                              |                                                                              |                                                                              |                                                                              |                                                                              |                                                                              |                                  |                                  |                                                         |                                                         |                                                         |                                                         |                                                         |                                                         |  |  |                                                            |                                                            |                                                            |                                                            |                                                            |                                                            |  |  |
|                                                                                      |                                                                                      |                                                                                      |                                                                                      |                                                                                      |                                                                                      |  |  |                                                   |                                                   |                                                   |                                                   |                                                                        |                                                                        |                                                                        |                                                                        |                                                                        |                                                                        |                 |                 |                 |                 |    |    |                                                             |                                                             |                                                             |                                                             |                                                             |                                                             |                                                           |                                                           |                                                             |                                                             |                                                             |                                                             |                                                             |                                                             |                                     |                                     |                                                                              |                                                                              |                                                                              |                                                                              |                                                                              |                                                                              |                                                |                                                | | | | | | |                                                                    |                                                                    |                                                                    |                                                                    |                           |                           |                                                                               |                                                                               |                                                                               |                                                                               |                                                                               |                                                                               |                          |                          |                                     |                                     |                                     |                                     |                                     |                                     |           |           |                                                                              |                                                                              |                                                                              |                                                                              |                                                                              |                                                                              |                                  |                                  |                                                         |                                                         |                                                         |                                                         |                                                         |                                                         |  |  |                                                            |                                                            |                                                            |                                                            |                                                            |                                                            |  |  |
| I generazione: radicamento nel bresciano e i legami con la famiglia regia longobarda | I generazione: radicamento nel bresciano e i legami con la famiglia regia longobarda | I generazione: radicamento nel bresciano e i legami con la famiglia regia longobarda | I generazione: radicamento nel bresciano e i legami con la famiglia regia longobarda | I generazione: radicamento nel bresciano e i legami con la famiglia regia longobarda | I generazione: radicamento nel bresciano e i legami con la famiglia regia longobarda |  |  |                                                   |                                                   |                                                   |                                                   |                                                                        |                                                                        |                                                                        |                                                                        |                                                                        |                                                                        |                 |                 | NN              | NN              | NN | NN | NN                                                          | NN                                                          |                                                             |                                                             | Suppone I conte di Brescia conte palatino duca di Spoleto   | Suppone I conte di Brescia conte palatino duca di Spoleto   | Suppone I conte di Brescia conte palatino duca di Spoleto | Suppone I conte di Brescia conte palatino duca di Spoleto | Suppone I conte di Brescia conte palatino duca di Spoleto   | Suppone I conte di Brescia conte palatino duca di Spoleto   |                                                             |                                                             | Mauringo conte di Brescia (824)                             | Mauringo conte di Brescia (824)                             | Mauringo conte di Brescia (824)     | Mauringo conte di Brescia (824)     | Mauringo conte di Brescia (824)                                              | Mauringo conte di Brescia (824)                                              |                                                                              |                                                                              |                                                                              |                                                                              |                                                |                                                | | | | | | |                                                                    |                                                                    |                                                                    |                                                                    |                           |                           |                                                                               |                                                                               |                                                                               |                                                                               |                                                                               |                                                                               |                          |                          |                                     |                                     |                                     |                                     |                                     |                                     |           |           |                                                                              |                                                                              |                                                                              |                                                                              |                                                                              |                                                                              |                                  |                                  |                                                         |                                                         |                                                         |                                                         |                                                         |                                                         |  |  |                                                            |                                                            |                                                            |                                                            |                                                            |                                                            |  |  |
| I generazione: radicamento nel bresciano e i legami con la famiglia regia longobarda | I generazione: radicamento nel bresciano e i legami con la famiglia regia longobarda | I generazione: radicamento nel bresciano e i legami con la famiglia regia longobarda | I generazione: radicamento nel bresciano e i legami con la famiglia regia longobarda | I generazione: radicamento nel bresciano e i legami con la famiglia regia longobarda | I generazione: radicamento nel bresciano e i legami con la famiglia regia longobarda |  |  |                                                   |                                                   |                                                   |                                                   |                                                                        |                                                                        |                                                                        |                                                                        |                                                                        |                                                                        |                 |                 | NN              | NN              | NN | NN | NN                                                          | NN                                                          |                                                             |                                                             | Suppone I conte di Brescia conte palatino duca di Spoleto   | Suppone I conte di Brescia conte palatino duca di Spoleto   | Suppone I conte di Brescia conte palatino duca di Spoleto | Suppone I conte di Brescia conte palatino duca di Spoleto | Suppone I conte di Brescia conte palatino duca di Spoleto   | Suppone I conte di Brescia conte palatino duca di Spoleto   |                                                             |                                                             | Mauringo conte di Brescia (824)                             | Mauringo conte di Brescia (824)                             | Mauringo conte di Brescia (824)     | Mauringo conte di Brescia (824)     | Mauringo conte di Brescia (824)                                              | Mauringo conte di Brescia (824)                                              |                                                                              |                                                                              |                                                                              |                                                                              |                                                |                                                | | | | | | |                                                                    |                                                                    |                                                                    |                                                                    |                           |                           |                                                                               |                                                                               |                                                                               |                                                                               |                                                                               |                                                                               |                          |                          |                                     |                                     |                                     |                                     |                                     |                                     |           |           |                                                                              |                                                                              |                                                                              |                                                                              |                                                                              |                                                                              |                                  |                                  |                                                         |                                                         |                                                         |                                                         |                                                         |                                                         |  |  |                                                            |                                                            |                                                            |                                                            |                                                            |                                                            |  |  |
|                                                                                      |                                                                                      |                                                                                      |                                                                                      |                                                                                      |                                                                                      |  |  |                                                   |                                                   |                                                   |                                                   |                                                                        |                                                                        |                                                                        |                                                                        |                                                                        |                                                                        |                 |                 |                 |                 |    |    |                                                             |                                                             |                                                             |                                                             |                                                             |                                                             |                                                           |                                                           |                                                             |                                                             |                                                             |                                                             |                                                             |                                                             |                                     |                                     |                                                                              |                                                                              |                                                                              |                                                                              |                                                                              |                                                                              |                                                |                                                | | | | | | |                                                                    |                                                                    |                                                                    |                                                                    |                           |                           |                                                                               |                                                                               |                                                                               |                                                                               |                                                                               |                                                                               |                          |                          |                                     |                                     |                                     |                                     |                                     |                                     |           |           |                                                                              |                                                                              |                                                                              |                                                                              |                                                                              |                                                                              |                                  |                                  |                                                         |                                                         |                                                         |                                                         |                                                         |                                                         |  |  |                                                            |                                                            |                                                            |                                                            |                                                            |                                                            |  |  |
|                                                                                      |                                                                                      |                                                                                      |                                                                                      |                                                                                      |                                                                                      |  |  |                                                   |                                                   |                                                   |                                                   |                                                                        |                                                                        |                                                                        |                                                                        |                                                                        |                                                                        |                 |                 |                 |                 |    |    |                                                             |                                                             |                                                             |                                                             |                                                             |                                                             |                                                           |                                                           |                                                             |                                                             |                                                             |                                                             |                                                             |                                                             |                                     |                                     |                                                                              |                                                                              |                                                                              |                                                                              |                                                                              |                                                                              |                                                |                                                | | | | | | |                                                                    |                                                                    |                                                                    |                                                                    |                           |                           |                                                                               |                                                                               |                                                                               |                                                                               |                                                                               |                                                                               |                          |                          |                                     |                                     |                                     |                                     |                                     |                                     |           |           |                                                                              |                                                                              |                                                                              |                                                                              |                                                                              |                                                                              |                                  |                                  |                                                         |                                                         |                                                         |                                                         |                                                         |                                                         |  |  |                                                            |                                                            |                                                            |                                                            |                                                            |                                                            |  |  |
| II generazione: i legami con Ludovico II il Giovane                                  | II generazione: i legami con Ludovico II il Giovane                                  | II generazione: i legami con Ludovico II il Giovane                                  | II generazione: i legami con Ludovico II il Giovane                                  | II generazione: i legami con Ludovico II il Giovane                                  | II generazione: i legami con Ludovico II il Giovane                                  |  |  | Mauringo conte palatino (835-844) duca di Spoleto | Mauringo conte palatino (835-844) duca di Spoleto | Mauringo conte palatino (835-844) duca di Spoleto | Mauringo conte palatino (835-844) duca di Spoleto | Mauringo conte palatino (835-844) duca di Spoleto                      | Mauringo conte palatino (835-844) duca di Spoleto                      |                                                                        |                                                                        |                                                                        |                                                                        |                 |                 |                 |                 |    |    |                                                             |                                                             |                                                             |                                                             |                                                             |                                                             |                                                           |                                                           | Adelchi/Adalgiso I conte di Parma (835-861) duca di Spoleto | Adelchi/Adalgiso I conte di Parma (835-861) duca di Spoleto | Adelchi/Adalgiso I conte di Parma (835-861) duca di Spoleto | Adelchi/Adalgiso I conte di Parma (835-861) duca di Spoleto | Adelchi/Adalgiso I conte di Parma (835-861) duca di Spoleto | Adelchi/Adalgiso I conte di Parma (835-861) duca di Spoleto |                                     |                                     | NN                                                                           | NN                                                                           | NN                                                                           | NN                                                                           | NN                                                                           | NN                                                                           |                                                |                                                | Adalgiso/Adelchi vescovo di Novara (830-848) ascendenza sconosciuta | Adalgiso/Adelchi vescovo di Novara (830-848) ascendenza sconosciuta | Adalgiso/Adelchi vescovo di Novara (830-848) ascendenza sconosciuta | Adalgiso/Adelchi vescovo di Novara (830-848) ascendenza sconosciuta | Adalgiso/Adelchi vescovo di Novara (830-848) ascendenza sconosciuta | Adalgiso/Adelchi vescovo di Novara (830-848) ascendenza sconosciuta |                                                                    |                                                                    |                                                                    |                                                                    |                           |                           |                                                                               |                                                                               |                                                                               |                                                                               |                                                                               |                                                                               |                          |                          |                                     |                                     |                                     |                                     |                                     |                                     |           |           | Bernardo d'Italia re d'Italia                                                | Bernardo d'Italia re d'Italia                                                | Bernardo d'Italia re d'Italia                                                | Bernardo d'Italia re d'Italia                                                | Bernardo d'Italia re d'Italia                                                | Bernardo d'Italia re d'Italia                                                |                                  |                                  | Cunegonda ascendenza ed identità contese (vedi incipit) | Cunegonda ascendenza ed identità contese (vedi incipit) | Cunegonda ascendenza ed identità contese (vedi incipit) | Cunegonda ascendenza ed identità contese (vedi incipit) | Cunegonda ascendenza ed identità contese (vedi incipit) | Cunegonda ascendenza ed identità contese (vedi incipit) |  |  |                                                            |                                                            |                                                            |                                                            |                                                            |                                                            |  |  |
| II generazione: i legami con Ludovico II il Giovane                                  | II generazione: i legami con Ludovico II il Giovane                                  | II generazione: i legami con Ludovico II il Giovane                                  | II generazione: i legami con Ludovico II il Giovane                                  | II generazione: i legami con Ludovico II il Giovane                                  | II generazione: i legami con Ludovico II il Giovane                                  |  |  | Mauringo conte palatino (835-844) duca di Spoleto | Mauringo conte palatino (835-844) duca di Spoleto | Mauringo conte palatino (835-844) duca di Spoleto | Mauringo conte palatino (835-844) duca di Spoleto | Mauringo conte palatino (835-844) duca di Spoleto                      | Mauringo conte palatino (835-844) duca di Spoleto                      |                                                                        |                                                                        |                                                                        |                                                                        |                 |                 |                 |                 |    |    |                                                             |                                                             |                                                             |                                                             |                                                             |                                                             |                                                           |                                                           | Adelchi/Adalgiso I conte di Parma (835-861) duca di Spoleto | Adelchi/Adalgiso I conte di Parma (835-861) duca di Spoleto | Adelchi/Adalgiso I conte di Parma (835-861) duca di Spoleto | Adelchi/Adalgiso I conte di Parma (835-861) duca di Spoleto | Adelchi/Adalgiso I conte di Parma (835-861) duca di Spoleto | Adelchi/Adalgiso I conte di Parma (835-861) duca di Spoleto |                                     |                                     | NN                                                                           | NN                                                                           | NN                                                                           | NN                                                                           | NN                                                                           | NN                                                                           |                                                |                                                | Adalgiso/Adelchi vescovo di Novara (830-848) ascendenza sconosciuta | Adalgiso/Adelchi vescovo di Novara (830-848) ascendenza sconosciuta | Adalgiso/Adelchi vescovo di Novara (830-848) ascendenza sconosciuta | Adalgiso/Adelchi vescovo di Novara (830-848) ascendenza sconosciuta | Adalgiso/Adelchi vescovo di Novara (830-848) ascendenza sconosciuta | Adalgiso/Adelchi vescovo di Novara (830-848) ascendenza sconosciuta |                                                                    |                                                                    |                                                                    |                                                                    |                           |                           |                                                                               |                                                                               |                                                                               |                                                                               |                                                                               |                                                                               |                          |                          |                                     |                                     |                                     |                                     |                                     |                                     |           |           | Bernardo d'Italia re d'Italia                                                | Bernardo d'Italia re d'Italia                                                | Bernardo d'Italia re d'Italia                                                | Bernardo d'Italia re d'Italia                                                | Bernardo d'Italia re d'Italia                                                | Bernardo d'Italia re d'Italia                                                |                                  |                                  | Cunegonda ascendenza ed identità contese (vedi incipit) | Cunegonda ascendenza ed identità contese (vedi incipit) | Cunegonda ascendenza ed identità contese (vedi incipit) | Cunegonda ascendenza ed identità contese (vedi incipit) | Cunegonda ascendenza ed identità contese (vedi incipit) | Cunegonda ascendenza ed identità contese (vedi incipit) |  |  |                                                            |                                                            |                                                            |                                                            |                                                            |                                                            |  |  |
|                                                                                      |                                                                                      |                                                                                      |                                                                                      |                                                                                      |                                                                                      |  |  |                                                   |                                                   |                                                   |                                                   |                                                                        |                                                                        |                                                                        |                                                                        |                                                                        |                                                                        |                 |                 |                 |                 |    |    |                                                             |                                                             |                                                             |                                                             |                                                             |                                                             |                                                           |                                                           |                                                             |                                                             |                                                             |                                                             |                                                             |                                                             |                                     |                                     |                                                                              |                                                                              |                                                                              |                                                                              |                                                                              |                                                                              |                                                |                                                | | | | | | |                                                                    |                                                                    |                                                                    |                                                                    |                           |                           |                                                                               |                                                                               |                                                                               |                                                                               |                                                                               |                                                                               |                          |                          |                                     |                                     |                                     |                                     |                                     |                                     |           |           |                                                                              |                                                                              |                                                                              |                                                                              |                                                                              |                                                                              |                                  |                                  |                                                         |                                                         |                                                         |                                                         |                                                         |                                                         |  |  |                                                            |                                                            |                                                            |                                                            |                                                            |                                                            |  |  |
|                                                                                      |                                                                                      |                                                                                      |                                                                                      |                                                                                      |                                                                                      |  |  |                                                   |                                                   |                                                   |                                                   |                                                                        |                                                                        |                                                                        |                                                                        |                                                                        |                                                                        |                 |                 |                 |                 |    |    |                                                             |                                                             |                                                             |                                                             |                                                             |                                                             |                                                           |                                                           |                                                             |                                                             |                                                             |                                                             |                                                             |                                                             |                                     |                                     |                                                                              |                                                                              |                                                                              |                                                                              |                                                                              |                                                                              |                                                |                                                | | | | | | |                                                                    |                                                                    |                                                                    |                                                                    |                           |                           |                                                                               |                                                                               |                                                                               |                                                                               |                                                                               |                                                                               |                          |                          |                                     |                                     |                                     |                                     |                                     |                                     |           |           |                                                                              |                                                                              |                                                                              |                                                                              |                                                                              |                                                                              |                                  |                                  |                                                         |                                                         |                                                         |                                                         |                                                         |                                                         |  |  |                                                            |                                                            |                                                            |                                                            |                                                            |                                                            |  |  |
| III generazione: i legami con Ludovico II il Giovane                                 | III generazione: i legami con Ludovico II il Giovane                                 | III generazione: i legami con Ludovico II il Giovane                                 | III generazione: i legami con Ludovico II il Giovane                                 | III generazione: i legami con Ludovico II il Giovane                                 | III generazione: i legami con Ludovico II il Giovane                                 |  |  | Suppone III duca di Spoleto (871-876)             | Suppone III duca di Spoleto (871-876)             | Suppone III duca di Spoleto (871-876)             | Suppone III duca di Spoleto (871-876)             | Suppone III duca di Spoleto (871-876)                                  | Suppone III duca di Spoleto (871-876)                                  |                                                                        |                                                                        | una unrochingia                                                        | una unrochingia                                                        | una unrochingia | una unrochingia | una unrochingia | una unrochingia |    |    | Ludovico II il Giovane re d'Italia e di Provenza imperatore | Ludovico II il Giovane re d'Italia e di Provenza imperatore | Ludovico II il Giovane re d'Italia e di Provenza imperatore | Ludovico II il Giovane re d'Italia e di Provenza imperatore | Ludovico II il Giovane re d'Italia e di Provenza imperatore | Ludovico II il Giovane re d'Italia e di Provenza imperatore |                                                           |                                                           | Engelberga regina d'Italia e di Provenza imperatrice        | Engelberga regina d'Italia e di Provenza imperatrice        | Engelberga regina d'Italia e di Provenza imperatrice        | Engelberga regina d'Italia e di Provenza imperatrice        | Engelberga regina d'Italia e di Provenza imperatrice        | Engelberga regina d'Italia e di Provenza imperatrice        |                                     |                                     | Suppone II conte di Parma e forse di Asti e Torino (874-882) duca di Spoleto | Suppone II conte di Parma e forse di Asti e Torino (874-882) duca di Spoleto | Suppone II conte di Parma e forse di Asti e Torino (874-882) duca di Spoleto | Suppone II conte di Parma e forse di Asti e Torino (874-882) duca di Spoleto | Suppone II conte di Parma e forse di Asti e Torino (874-882) duca di Spoleto | Suppone II conte di Parma e forse di Asti e Torino (874-882) duca di Spoleto |                                                |                                                | Berta | Berta | Berta | Berta | Berta | Berta |                                                                    |                                                                    | Ardingo I conte (872-882)                                          | Ardingo I conte (872-882)                                          | Ardingo I conte (872-882) | Ardingo I conte (872-882) | Ardingo I conte (872-882)                                                     | Ardingo I conte (872-882)                                                     |                                                                               |                                                                               | Egifredo conte (872-879)                                                      | Egifredo conte (872-879)                                                      | Egifredo conte (872-879) | Egifredo conte (872-879) | Egifredo conte (872-879)            | Egifredo conte (872-879)            |                                     |                                     | Cunegonda                           | Cunegonda                           | Cunegonda | Cunegonda | Cunegonda                                                                    | Cunegonda                                                                    |                                                                              |                                                                              | bernardingi (ramo dei carolingi)                                             | bernardingi (ramo dei carolingi)                                             | bernardingi (ramo dei carolingi) | bernardingi (ramo dei carolingi) | bernardingi (ramo dei carolingi)                        | bernardingi (ramo dei carolingi)                        |                                                         |                                                         |                                                         |                                                         |  |  |                                                            |                                                            |                                                            |                                                            |                                                            |                                                            |  |  |
| III generazione: i legami con Ludovico II il Giovane                                 | III generazione: i legami con Ludovico II il Giovane                                 | III generazione: i legami con Ludovico II il Giovane                                 | III generazione: i legami con Ludovico II il Giovane                                 | III generazione: i legami con Ludovico II il Giovane                                 | III generazione: i legami con Ludovico II il Giovane                                 |  |  | Suppone III duca di Spoleto (871-876)             | Suppone III duca di Spoleto (871-876)             | Suppone III duca di Spoleto (871-876)             | Suppone III duca di Spoleto (871-876)             | Suppone III duca di Spoleto (871-876)                                  | Suppone III duca di Spoleto (871-876)                                  |                                                                        |                                                                        | una unrochingia                                                        | una unrochingia                                                        | una unrochingia | una unrochingia | una unrochingia | una unrochingia |    |    | Ludovico II il Giovane re d'Italia e di Provenza imperatore | Ludovico II il Giovane re d'Italia e di Provenza imperatore | Ludovico II il Giovane re d'Italia e di Provenza imperatore | Ludovico II il Giovane re d'Italia e di Provenza imperatore | Ludovico II il Giovane re d'Italia e di Provenza imperatore | Ludovico II il Giovane re d'Italia e di Provenza imperatore |                                                           |                                                           | Engelberga regina d'Italia e di Provenza imperatrice        | Engelberga regina d'Italia e di Provenza imperatrice        | Engelberga regina d'Italia e di Provenza imperatrice        | Engelberga regina d'Italia e di Provenza imperatrice        | Engelberga regina d'Italia e di Provenza imperatrice        | Engelberga regina d'Italia e di Provenza imperatrice        |                                     |                                     | Suppone II conte di Parma e forse di Asti e Torino (874-882) duca di Spoleto | Suppone II conte di Parma e forse di Asti e Torino (874-882) duca di Spoleto | Suppone II conte di Parma e forse di Asti e Torino (874-882) duca di Spoleto | Suppone II conte di Parma e forse di Asti e Torino (874-882) duca di Spoleto | Suppone II conte di Parma e forse di Asti e Torino (874-882) duca di Spoleto | Suppone II conte di Parma e forse di Asti e Torino (874-882) duca di Spoleto |                                                |                                                | Berta | Berta | Berta | Berta | Berta | Berta |                                                                    |                                                                    | Ardingo I conte (872-882)                                          | Ardingo I conte (872-882)                                          | Ardingo I conte (872-882) | Ardingo I conte (872-882) | Ardingo I conte (872-882)                                                     | Ardingo I conte (872-882)                                                     |                                                                               |                                                                               | Egifredo conte (872-879)                                                      | Egifredo conte (872-879)                                                      | Egifredo conte (872-879) | Egifredo conte (872-879) | Egifredo conte (872-879)            | Egifredo conte (872-879)            |                                     |                                     | Cunegonda                           | Cunegonda                           | Cunegonda | Cunegonda | Cunegonda                                                                    | Cunegonda                                                                    |                                                                              |                                                                              | bernardingi (ramo dei carolingi)                                             | bernardingi (ramo dei carolingi)                                             | bernardingi (ramo dei carolingi) | bernardingi (ramo dei carolingi) | bernardingi (ramo dei carolingi)                        | bernardingi (ramo dei carolingi)                        |                                                         |                                                         |                                                         |                                                         |  |  |                                                            |                                                            |                                                            |                                                            |                                                            |                                                            |  |  |
|                                                                                      |                                                                                      |                                                                                      |                                                                                      |                                                                                      |                                                                                      |  |  |                                                   |                                                   |                                                   |                                                   |                                                                        |                                                                        |                                                                        |                                                                        |                                                                        |                                                                        |                 |                 |                 |                 |    |    |                                                             |                                                             |                                                             |                                                             |                                                             |                                                             |                                                           |                                                           |                                                             |                                                             |                                                             |                                                             |                                                             |                                                             |                                     |                                     |                                                                              |                                                                              |                                                                              |                                                                              |                                                                              |                                                                              |                                                |                                                | | | | | | |                                                                    |                                                                    |                                                                    |                                                                    |                           |                           |                                                                               |                                                                               |                                                                               |                                                                               |                                                                               |                                                                               |                          |                          |                                     |                                     |                                     |                                     |                                     |                                     |           |           |                                                                              |                                                                              |                                                                              |                                                                              |                                                                              |                                                                              |                                  |                                  |                                                         |                                                         |                                                         |                                                         |                                                         |                                                         |  |  |                                                            |                                                            |                                                            |                                                            |                                                            |                                                            |  |  |
|                                                                                      |                                                                                      |                                                                                      |                                                                                      |                                                                                      |                                                                                      |  |  |                                                   |                                                   |                                                   |                                                   |                                                                        |                                                                        |                                                                        |                                                                        |                                                                        |                                                                        |                 |                 |                 |                 |    |    |                                                             |                                                             |                                                             |                                                             |                                                             |                                                             |                                                           |                                                           |                                                             |                                                             |                                                             |                                                             |                                                             |                                                             |                                     |                                     |                                                                              |                                                                              |                                                                              |                                                                              |                                                                              |                                                                              |                                                |                                                | | | | | | |                                                                    |                                                                    |                                                                    |                                                                    |                           |                           |                                                                               |                                                                               |                                                                               |                                                                               |                                                                               |                                                                               |                          |                          |                                     |                                     |                                     |                                     |                                     |                                     |           |           |                                                                              |                                                                              |                                                                              |                                                                              |                                                                              |                                                                              |                                  |                                  |                                                         |                                                         |                                                         |                                                         |                                                         |                                                         |  |  |                                                            |                                                            |                                                            |                                                            |                                                            |                                                            |  |  |
| IV generazione: il legame con Berengario del Friuli                                  | IV generazione: il legame con Berengario del Friuli                                  | IV generazione: il legame con Berengario del Friuli                                  | IV generazione: il legame con Berengario del Friuli                                  | IV generazione: il legame con Berengario del Friuli                                  | IV generazione: il legame con Berengario del Friuli                                  |  |  |                                                   |                                                   |                                                   |                                                   | Unroch conte, forse di Parma (890-931) cugino di Berengario del Friuli | Unroch conte, forse di Parma (890-931) cugino di Berengario del Friuli | Unroch conte, forse di Parma (890-931) cugino di Berengario del Friuli | Unroch conte, forse di Parma (890-931) cugino di Berengario del Friuli | Unroch conte, forse di Parma (890-931) cugino di Berengario del Friuli | Unroch conte, forse di Parma (890-931) cugino di Berengario del Friuli |                 |                 |                 |                 |    |    |                                                             |                                                             |                                                             |                                                             | carolingi                                                   | carolingi                                                   | carolingi                                                 | carolingi                                                 | carolingi                                                   | carolingi                                                   |                                                             |                                                             | Berengario I re d'Italia imperatore                         | Berengario I re d'Italia imperatore                         | Berengario I re d'Italia imperatore | Berengario I re d'Italia imperatore | Berengario I re d'Italia imperatore                                          | Berengario I re d'Italia imperatore                                          |                                                                              |                                                                              | Bertila di Spoleto regina d'Italia imperatrice                               | Bertila di Spoleto regina d'Italia imperatrice                               | Bertila di Spoleto regina d'Italia imperatrice | Bertila di Spoleto regina d'Italia imperatrice | Bertila di Spoleto regina d'Italia imperatrice | Bertila di Spoleto regina d'Italia imperatrice | | | Adalgiso/Adelchi II conte di Piacenza (880-890) tria fulmina belli | Adalgiso/Adelchi II conte di Piacenza (880-890) tria fulmina belli | Adalgiso/Adelchi II conte di Piacenza (880-890) tria fulmina belli | Adalgiso/Adelchi II conte di Piacenza (880-890) tria fulmina belli | Adalgiso/Adelchi II conte di Piacenza (880-890) tria fulmina belli | Adalgiso/Adelchi II conte di Piacenza (880-890) tria fulmina belli |                           |                           | Vifredo II conte di Piacenza (888-912) consiliarius del re tria fulmina belli | Vifredo II conte di Piacenza (888-912) consiliarius del re tria fulmina belli | Vifredo II conte di Piacenza (888-912) consiliarius del re tria fulmina belli | Vifredo II conte di Piacenza (888-912) consiliarius del re tria fulmina belli | Vifredo II conte di Piacenza (888-912) consiliarius del re tria fulmina belli | Vifredo II conte di Piacenza (888-912) consiliarius del re tria fulmina belli |                          |                          | Bosone (888-913) tria fulmina belli | Bosone (888-913) tria fulmina belli | Bosone (888-913) tria fulmina belli | Bosone (888-913) tria fulmina belli | Bosone (888-913) tria fulmina belli | Bosone (888-913) tria fulmina belli |           |           | Ardingo vescovo di Brescia (901-922) arcicancelliere di Berengario I dal 903 | Ardingo vescovo di Brescia (901-922) arcicancelliere di Berengario I dal 903 | Ardingo vescovo di Brescia (901-922) arcicancelliere di Berengario I dal 903 | Ardingo vescovo di Brescia (901-922) arcicancelliere di Berengario I dal 903 | Ardingo vescovo di Brescia (901-922) arcicancelliere di Berengario I dal 903 | Ardingo vescovo di Brescia (901-922) arcicancelliere di Berengario I dal 903 |                                  |                                  | Ardingo II (891) ascendenza sconosciuta                 | Ardingo II (891) ascendenza sconosciuta                 | Ardingo II (891) ascendenza sconosciuta                 | Ardingo II (891) ascendenza sconosciuta                 | Ardingo II (891) ascendenza sconosciuta                 | Ardingo II (891) ascendenza sconosciuta                 |  |  | Ardingo vescovo di Modena (934-942) ascendenza sconosciuta | Ardingo vescovo di Modena (934-942) ascendenza sconosciuta | Ardingo vescovo di Modena (934-942) ascendenza sconosciuta | Ardingo vescovo di Modena (934-942) ascendenza sconosciuta | Ardingo vescovo di Modena (934-942) ascendenza sconosciuta | Ardingo vescovo di Modena (934-942) ascendenza sconosciuta |  |  |
| IV generazione: il legame con Berengario del Friuli                                  | IV generazione: il legame con Berengario del Friuli                                  | IV generazione: il legame con Berengario del Friuli                                  | IV generazione: il legame con Berengario del Friuli                                  | IV generazione: il legame con Berengario del Friuli                                  | IV generazione: il legame con Berengario del Friuli                                  |  |  |                                                   |                                                   |                                                   |                                                   | Unroch conte, forse di Parma (890-931) cugino di Berengario del Friuli | Unroch conte, forse di Parma (890-931) cugino di Berengario del Friuli | Unroch conte, forse di Parma (890-931) cugino di Berengario del Friuli | Unroch conte, forse di Parma (890-931) cugino di Berengario del Friuli | Unroch conte, forse di Parma (890-931) cugino di Berengario del Friuli | Unroch conte, forse di Parma (890-931) cugino di Berengario del Friuli |                 |                 |                 |                 |    |    |                                                             |                                                             |                                                             |                                                             | carolingi                                                   | carolingi                                                   | carolingi                                                 | carolingi                                                 | carolingi                                                   | carolingi                                                   |                                                             |                                                             | Berengario I re d'Italia imperatore                         | Berengario I re d'Italia imperatore                         | Berengario I re d'Italia imperatore | Berengario I re d'Italia imperatore | Berengario I re d'Italia imperatore                                          | Berengario I re d'Italia imperatore                                          |                                                                              |                                                                              | Bertila di Spoleto regina d'Italia imperatrice                               | Bertila di Spoleto regina d'Italia imperatrice                               | Bertila di Spoleto regina d'Italia imperatrice | Bertila di Spoleto regina d'Italia imperatrice | Bertila di Spoleto regina d'Italia imperatrice | Bertila di Spoleto regina d'Italia imperatrice | | | Adalgiso/Adelchi II conte di Piacenza (880-890) tria fulmina belli | Adalgiso/Adelchi II conte di Piacenza (880-890) tria fulmina belli | Adalgiso/Adelchi II conte di Piacenza (880-890) tria fulmina belli | Adalgiso/Adelchi II conte di Piacenza (880-890) tria fulmina belli | Adalgiso/Adelchi II conte di Piacenza (880-890) tria fulmina belli | Adalgiso/Adelchi II conte di Piacenza (880-890) tria fulmina belli |                           |                           | Vifredo II conte di Piacenza (888-912) consiliarius del re tria fulmina belli | Vifredo II conte di Piacenza (888-912) consiliarius del re tria fulmina belli | Vifredo II conte di Piacenza (888-912) consiliarius del re tria fulmina belli | Vifredo II conte di Piacenza (888-912) consiliarius del re tria fulmina belli | Vifredo II conte di Piacenza (888-912) consiliarius del re tria fulmina belli | Vifredo II conte di Piacenza (888-912) consiliarius del re tria fulmina belli |                          |                          | Bosone (888-913) tria fulmina belli | Bosone (888-913) tria fulmina belli | Bosone (888-913) tria fulmina belli | Bosone (888-913) tria fulmina belli | Bosone (888-913) tria fulmina belli | Bosone (888-913) tria fulmina belli |           |           | Ardingo vescovo di Brescia (901-922) arcicancelliere di Berengario I dal 903 | Ardingo vescovo di Brescia (901-922) arcicancelliere di Berengario I dal 903 | Ardingo vescovo di Brescia (901-922) arcicancelliere di Berengario I dal 903 | Ardingo vescovo di Brescia (901-922) arcicancelliere di Berengario I dal 903 | Ardingo vescovo di Brescia (901-922) arcicancelliere di Berengario I dal 903 | Ardingo vescovo di Brescia (901-922) arcicancelliere di Berengario I dal 903 |                                  |                                  | Ardingo II (891) ascendenza sconosciuta                 | Ardingo II (891) ascendenza sconosciuta                 | Ardingo II (891) ascendenza sconosciuta                 | Ardingo II (891) ascendenza sconosciuta                 | Ardingo II (891) ascendenza sconosciuta                 | Ardingo II (891) ascendenza sconosciuta                 |  |  | Ardingo vescovo di Modena (934-942) ascendenza sconosciuta | Ardingo vescovo di Modena (934-942) ascendenza sconosciuta | Ardingo vescovo di Modena (934-942) ascendenza sconosciuta | Ardingo vescovo di Modena (934-942) ascendenza sconosciuta | Ardingo vescovo di Modena (934-942) ascendenza sconosciuta | Ardingo vescovo di Modena (934-942) ascendenza sconosciuta |  |  |
|                                                                                      |                                                                                      |                                                                                      |                                                                                      |                                                                                      |                                                                                      |  |  |                                                   |                                                   |                                                   |                                                   |                                                                        |                                                                        |                                                                        |                                                                        |                                                                        |                                                                        |                 |                 |                 |                 |    |    |                                                             |                                                             |                                                             |                                                             |                                                             |                                                             |                                                           |                                                           |                                                             |                                                             |                                                             |                                                             |                                                             |                                                             |                                     |                                     |                                                                              |                                                                              |                                                                              |                                                                              |                                                                              |                                                                              |                                                |                                                | | | | | | |                                                                    |                                                                    |                                                                    |                                                                    |                           |                           |                                                                               |                                                                               |                                                                               |                                                                               |                                                                               |                                                                               |                          |                          |                                     |                                     |                                     |                                     |                                     |                                     |           |           |                                                                              |                                                                              |                                                                              |                                                                              |                                                                              |                                                                              |                                  |                                  |                                                         |                                                         |                                                         |                                                         |                                                         |                                                         |  |  |                                                            |                                                            |                                                            |                                                            |                                                            |                                                            |  |  |
| V generazione                                                                        | V generazione                                                                        | V generazione                                                                        | V generazione                                                                        | V generazione                                                                        | V generazione                                                                        |  |  |                                                   |                                                   |                                                   |                                                   |                                                                        |                                                                        |                                                                        |                                                                        |                                                                        |                                                                        |                 |                 |                 |                 |    |    |                                                             |                                                             |                                                             |                                                             |                                                             |                                                             |                                                           |                                                           |                                                             |                                                             |                                                             |                                                             |                                                             |                                                             |                                     |                                     | unrochingi                                                                   | unrochingi                                                                   | unrochingi                                                                   | unrochingi                                                                   | unrochingi                                                                   | unrochingi                                                                   |                                                |                                                | Suppone IV conte di Bergamo (919-925) da identificare con Suppone, conte di Modena (931-942) ascendenza sconosciuta                                                                             | Suppone IV conte di Bergamo (919-925) da identificare con Suppone, conte di Modena (931-942) ascendenza sconosciuta                                                                             | Suppone IV conte di Bergamo (919-925) da identificare con Suppone, conte di Modena (931-942) ascendenza sconosciuta                                                                             | Suppone IV conte di Bergamo (919-925) da identificare con Suppone, conte di Modena (931-942) ascendenza sconosciuta                                                                             | Suppone IV conte di Bergamo (919-925) da identificare con Suppone, conte di Modena (931-942) ascendenza sconosciuta                                                                             | Suppone IV conte di Bergamo (919-925) da identificare con Suppone, conte di Modena (931-942) ascendenza sconosciuta                                                                             |                                                                    |                                                                    | NN                                                                 | NN                                                                 | NN                        | NN                        | NN                                                                            | NN                                                                            |                                                                               |                                                                               |                                                                               |                                                                               |                          |                          |                                     |                                     |                                     |                                     |                                     |                                     |           |           |                                                                              |                                                                              |                                                                              |                                                                              |                                                                              |                                                                              |                                  |                                  |                                                         |                                                         |                                                         |                                                         |                                                         |                                                         |  |  |                                                            |                                                            |                                                            |                                                            |                                                            |                                                            |  |  |
| V generazione                                                                        | V generazione                                                                        | V generazione                                                                        | V generazione                                                                        | V generazione                                                                        | V generazione                                                                        |  |  |                                                   |                                                   |                                                   |                                                   |                                                                        |                                                                        |                                                                        |                                                                        |                                                                        |                                                                        |                 |                 |                 |                 |    |    |                                                             |                                                             |                                                             |                                                             |                                                             |                                                             |                                                           |                                                           |                                                             |                                                             |                                                             |                                                             |                                                             |                                                             |                                     |                                     | unrochingi                                                                   | unrochingi                                                                   | unrochingi                                                                   | unrochingi                                                                   | unrochingi                                                                   | unrochingi                                                                   |                                                |                                                | Suppone IV conte di Bergamo (919-925) da identificare con Suppone, conte di Modena (931-942) ascendenza sconosciuta                                                                             | Suppone IV conte di Bergamo (919-925) da identificare con Suppone, conte di Modena (931-942) ascendenza sconosciuta                                                                             | Suppone IV conte di Bergamo (919-925) da identificare con Suppone, conte di Modena (931-942) ascendenza sconosciuta                                                                             | Suppone IV conte di Bergamo (919-925) da identificare con Suppone, conte di Modena (931-942) ascendenza sconosciuta                                                                             | Suppone IV conte di Bergamo (919-925) da identificare con Suppone, conte di Modena (931-942) ascendenza sconosciuta                                                                             | Suppone IV conte di Bergamo (919-925) da identificare con Suppone, conte di Modena (931-942) ascendenza sconosciuta                                                                             |                                                                    |                                                                    | NN                                                                 | NN                                                                 | NN                        | NN                        | NN                                                                            | NN                                                                            |                                                                               |                                                                               |                                                                               |                                                                               |                          |                          |                                     |                                     |                                     |                                     |                                     |                                     |           |           |                                                                              |                                                                              |                                                                              |                                                                              |                                                                              |                                                                              |                                  |                                  |                                                         |                                                         |                                                         |                                                         |                                                         |                                                         |  |  |                                                            |                                                            |                                                            |                                                            |                                                            |                                                            |  |  |
|                                                                                      |                                                                                      |                                                                                      |                                                                                      |                                                                                      |                                                                                      |  |  |                                                   |                                                   |                                                   |                                                   |                                                                        |                                                                        |                                                                        |                                                                        |                                                                        |                                                                        |                 |                 |                 |                 |    |    |                                                             |                                                             |                                                             |                                                             |                                                             |                                                             |                                                           |                                                           |                                                             |                                                             |                                                             |                                                             |                                                             |                                                             |                                     |                                     |                                                                              |                                                                              |                                                                              |                                                                              |                                                                              |                                                                              |                                                |                                                | | | | | | |                                                                    |                                                                    |                                                                    |                                                                    |                           |                           |                                                                               |                                                                               |                                                                               |                                                                               |                                                                               |                                                                               |                          |                          |                                     |                                     |                                     |                                     |                                     |                                     |           |           |                                                                              |                                                                              |                                                                              |                                                                              |                                                                              |                                                                              |                                  |                                  |                                                         |                                                         |                                                         |                                                         |                                                         |                                                         |  |  |                                                            |                                                            |                                                            |                                                            |                                                            |                                                            |  |  |
|                                                                                      |                                                                                      |                                                                                      |                                                                                      |                                                                                      |                                                                                      |  |  |                                                   |                                                   |                                                   |                                                   |                                                                        |                                                                        |                                                                        |                                                                        |                                                                        |                                                                        |                 |                 |                 |                 |    |    |                                                             |                                                             |                                                             |                                                             |                                                             |                                                             |                                                           |                                                           |                                                             |                                                             |                                                             |                                                             |                                                             |                                                             |                                     |                                     |                                                                              |                                                                              |                                                                              |                                                                              |                                                                              |                                                                              |                                                |                                                | | | | | | |                                                                    |                                                                    |                                                                    |                                                                    |                           |                           |                                                                               |                                                                               |                                                                               |                                                                               |                                                                               |                                                                               |                          |                          |                                     |                                     |                                     |                                     |                                     |                                     |           |           |                                                                              |                                                                              |                                                                              |                                                                              |                                                                              |                                                                              |                                  |                                  |                                                         |                                                         |                                                         |                                                         |                                                         |                                                         |  |  |                                                            |                                                            |                                                            |                                                            |                                                            |                                                            |  |  |
| VI generazione: il tramonto dei Supponidi                                            | VI generazione: il tramonto dei Supponidi                                            | VI generazione: il tramonto dei Supponidi                                            | VI generazione: il tramonto dei Supponidi                                            | VI generazione: il tramonto dei Supponidi                                            | VI generazione: il tramonto dei Supponidi                                            |  |  |                                                   |                                                   |                                                   |                                                   |                                                                        |                                                                        |                                                                        |                                                                        |                                                                        |                                                                        |                 |                 |                 |                 |    |    |                                                             |                                                             |                                                             |                                                             |                                                             |                                                             |                                                           |                                                           |                                                             |                                                             |                                                             |                                                             |                                                             |                                                             |                                     |                                     |                                                                              |                                                                              |                                                                              |                                                                              |                                                                              |                                                                              |                                                |                                                | Suppone (V ?) il Nero († prima del 959) Forse un antenato del marchese di Toscana Ranieri e di Elemperto forse figlio di Unroch ebbe come figlio Ugo, a sua volta padre di Ranieri ed Elemperto | Suppone (V ?) il Nero († prima del 959) Forse un antenato del marchese di Toscana Ranieri e di Elemperto forse figlio di Unroch ebbe come figlio Ugo, a sua volta padre di Ranieri ed Elemperto | Suppone (V ?) il Nero († prima del 959) Forse un antenato del marchese di Toscana Ranieri e di Elemperto forse figlio di Unroch ebbe come figlio Ugo, a sua volta padre di Ranieri ed Elemperto | Suppone (V ?) il Nero († prima del 959) Forse un antenato del marchese di Toscana Ranieri e di Elemperto forse figlio di Unroch ebbe come figlio Ugo, a sua volta padre di Ranieri ed Elemperto | Suppone (V ?) il Nero († prima del 959) Forse un antenato del marchese di Toscana Ranieri e di Elemperto forse figlio di Unroch ebbe come figlio Ugo, a sua volta padre di Ranieri ed Elemperto | Suppone (V ?) il Nero († prima del 959) Forse un antenato del marchese di Toscana Ranieri e di Elemperto forse figlio di Unroch ebbe come figlio Ugo, a sua volta padre di Ranieri ed Elemperto |                                                                    |                                                                    |                                                                    |                                                                    |                           |                           |                                                                               |                                                                               |                                                                               |                                                                               |                                                                               |                                                                               |                          |                          |                                     |                                     |                                     |                                     |                                     |                                     |           |           |                                                                              |                                                                              |                                                                              |                                                                              |                                                                              |                                                                              |                                  |                                  |                                                         |                                                         |                                                         |                                                         |                                                         |                                                         |  |  |                                                            |                                                            |                                                            |                                                            |                                                            |                                                            |  |  |

## Riferimenti
1. ↑  Una figlia di Adelchi oppure una figlia di Arechi II di Benevento.
2. ↑  Forse una Guglielmide, parente di Cunegonda, sposa di Bernardo d'Italia. Quest'ultima potrebbe però appartenere alla stirpe supponide, invalidando questa identificazione (vedi incipit).
3. ↑  Una figlia di Unruoch II del Friuli, sorella di Eberardo del Friuli.
4. ↑  Figlia di Vifredo I, conte di Piacenza.
5. ↑  Suora presso l'abbazia di San Salvatore-Santa Giulia di Brescia (monastero fondato da re Desiderio e Ansa, forse trisnonni di Cunegonda) e poi badessa del monastero regio di San Sisto, fondato a Piacenza dallo sorella Engelberta.
6. ↑  Forse una figlia di Ubaldo I della stirpe degli Hucpoldingi.